# Okan Buruk
Okan Buruk (Istambul, 19 de outubro de 1973) é um ex-futebolista e treinador de futebol turco que atuava como meio-campista. Atualmente comanda o Galatasaray.

## Carreira como jogador
Marcou o primeiro gol da Seleção Turca na história da Eurocopa, na edição de 2000. Dois anos depois, disputou a Copa do Mundo FIFA de 2002, onde integrou o elenco titular responsável pelo histórico 3.º lugar conquistado pela Turquia, melhor campanha desempenhada pela Seleção Turca em Copas do Mundo até os dias atuais.

## Títulos como jogador

### Galatasaray
- Campeonato Turco (7): 1992–93, 1993–94, 1996–97, 1997–98, 1998–99, 1999–00 e 2007–08
- Copa da Turquia (4): 1992–93, 1995–96, 1998–99 e 1999–00
- Supercopa da Turquia (3): 1993, 1996 e 1997
- Copa da UEFA (1): 1999–00
- Supercopa da UEFA (1): 2000

### Seleção Turca
- Copa do Mundo FIFA (3.º lugar): 2002

### Beşiktaş
- Copa da Turquia (1): 2005–06

## Retrospecto como treinador
| Equipe              | País            | Período                                        | Estatísticas | Estatísticas | Estatísticas | Estatísticas | Estatísticas |
| Equipe              | País            | Período                                        | Jogos        | V            | E            | D            | %            |
| ------------------- | --------------- | ---------------------------------------------- | ------------ | ------------ | ------------ | ------------ | ------------ |
| Elazığspor          | Turquia         | 30 de outubro de 2013 — 2 de junho de 2014     | 33           | 11           | 6            | 16           | 39,39        |
| Gaziantepspor       | Turquia         | 1 de agosto de 2014 — 10 de junho de 2015      | 42           | 15           | 9            | 18           | 42,86        |
| Sivasspor           | Turquia         | 27 de outubro de 2015 — 8 de fevereiro de 2016 | 11           | 2            | 2            | 7            | 24,24        |
| Göztepe             | Turquia         | 1 de agosto de 2016 — 22 de março de 2017      | 32           | 14           | 7            | 11           | 51,04        |
| Akhisarspor         | Turquia         | 28 de março de 2017 — 30 de junho de 2018      | 54           | 24           | 11           | 19           | 46,88        |
| Rizespor            | Turquia         | 24 de setembro de 2018 — 29 de maio de 2019    | 32           | 11           | 12           | 9            | 46,88        |
| İstanbul Başakşehir | Turquia         | 11 de junho de 2019 — 29 de janeiro de 2021    | 79           | 36           | 18           | 25           | 53,16        |
| Galatasaray         | Turquia         | 23 de junho de 2022 — presente                 | 3            | 2            | 0            | 1            | 66,67        |
| Total acumulado     | Total acumulado | Total acumulado                                | 286          | 115          | 65           | 106          | 47,79        |

## Títulos como treinador

### Akhisarspor
- Copa da Turquia (1): 2017–18

### İstanbul Başakşehir
- Campeonato Turco (1): 2019–20

### Galatasaray
- Campeonato Turco (1): 2024–25